# Eduard Giray

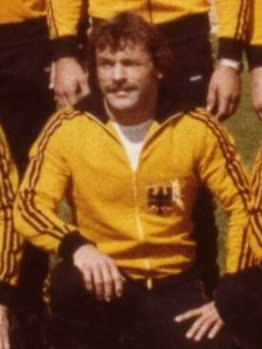
Eduard Giray 1978

Eduard Giray (* 13. Februar 1949 in Konstanz; † 24. August 2014) war ein deutscher Ringer und Vizeeuropameister 1979 im freien Stil im Federgewicht.

## Werdegang
Eduard Giray begann als Jugendlicher in Wollmatingen mit dem Ringen. 1967 wurde Giray deutscher Jugendmeister im freien Stil in der Klasse bis 52 kg Körpergewicht. Zwei Jahre vorher hatte er im Alter von 16 Jahren schon einen dritten Platz bei den Deutschen Jugendmeisterschaften belegt. Schon bald spielte Giray in der Bundesrepublik Deutschland auch bei den Senioren eine gute Rolle. So belegte er 1971, inzwischen für den AV Freiburg-St. Georgen startend, bei der deutschen Meisterschaft im freien Stil den 2. Platz im Bantamgewicht hinter Emil Müller aus Mainz und gewann 1972 seinen ersten deutschen Meistertitel im Bantamgewicht im freien Stil, dem acht weitere DM-Titel folgen sollten.
Giray gab bei der Europameisterschaft 1972 in Kattowitz im Bantamgewicht seinen Einstand bei internationalen Meisterschaften. Er schaffte einen Sieg und landete auf dem 9. Platz. Bei den Olympischen Spielen des gleichen Jahres in München wurde er noch nicht eingesetzt. Nachdem er bei den Europameisterschaften 1973 in Lausanne noch einmal Lehrgeld bezahlen musste, zeigte er bei der Weltmeisterschaft im selben Jahr aufsteigende Form und erreichte den 5. Platz. Bemerkenswert war dabei das Unentschieden, das er gegen den mehrfachen sowjetischen Weltmeister Wladimir Jumin erzielte.
Bei der Weltmeisterschaft 1974 in Istanbul gewann Giray drei Kämpfe, darunter auch den Kampf gegen den sowjetischen Vertreter Batal-Muchamed Gadschijew und verpasste durch eine knappe Punktniederlage gegen den türkischen Silbermedaillengewinner von den Olympischen Spielen 1972 in München Vehbi Akdağ nur knapp eine Medaille.
1975 pausierte Giray international. In Vorbereitung auf die Olympischen Spiele 1976 nahm Giray Anabolika ein, wie er freimütig im Aktuellen Sportstudio berichtete. Ihm gelangen von 1976 bis 1979 eine ganze Reihe von hervorragenden Platzierungen bei den Olympischen Spielen 1976 in Montreal und bei mehreren Welt- und Europameisterschaften. Er gewann dabei über Weltklasseringer wie Ilpo Seppälä aus Finnland, Helmut Strumpf aus der DDR, Vehbi Akdağ und Nussetin Kurt aus der Türkei, Kazimierz Lipień aus Polen, Seydullah Absaidow aus der Sowjetunion und Zoltán Szalontai aus Ungarn.

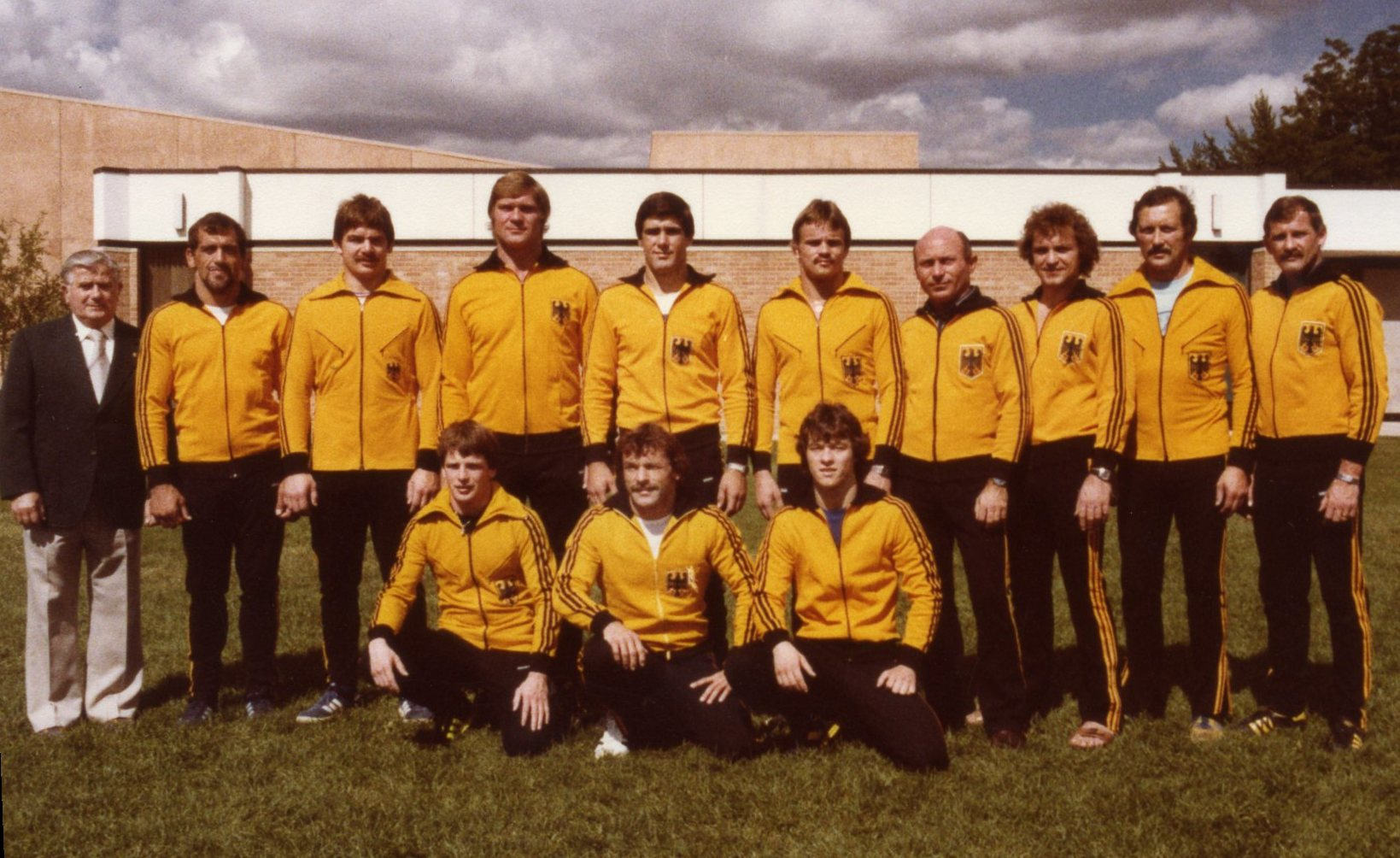
Deutsche Nationalmannschaft Ringen 1978 (Eduard Giray in der vorderen Reihe, Mitte)

Zum Höhepunkt seiner Karriere wurden die Europameisterschaften 1979 in Bukarest. Giray gewann hier fünf Kämpfe so souverän, dass es keinem seiner Gegner gelang ihm auch nur eine einzige technische Wertung abzuringen. sein Kampf und Sieg gegen den ein Jahr späteren Olympiasieger Absaidow war de facto der vorgezogene Kampf um die Goldmedaille. Diese verlor er nur deshalb, weil er aufgrund einer Gehirnerschütterung gegen den dritten Finalteilnehmer Dukov nicht mehr antreten konnte.
Nachdem er 1980 miterleben musste, dass die Bundesrepublik Deutschland aus politischen Gründen keine Sportler zu den Olympischen Spielen nach Moskau entsandte, trat Eduard Giray, der von Beruf Verwaltungsangestellter war, zurück. Er starb am 24. August 2014 im Alter von 65 Jahren infolge eines Herzinfarkts, den er während einer Radtour erlitten hatte.

## Internationale Erfolge
(OS = Olympische Spiele, WM = Weltmeisterschaft, EM = Europameisterschaft, F = freier Stil, Ba = Bantamgewicht, Fe = Federgewicht, damals bis 57 kg bzw. 62 kg Körpergewicht)
- 1972, 2. Platz, Turnier in Växjö/Schweden, F, Ba, hinter Horst Mayer, DDR und vor Jan Mojzis, CSSR;
- 1972, 9. Platz, EM in Kattowitz, F, Ba, mit einem Sieg über Peter Schädler, Schweiz und Niederlagen gegen André Gaudinot, Frankreich und Zbigniew Żedzicki, Polen;
- 1973, 1. Platz, Turnier in Posen, F, Ba, vor Sikorski und Wojciechowski, bde. Polen;
- 1973, 11. Platz, EM in Lausanne, F, Ba, nach Niederlagen gegen Petre Ciarnău, Rumänien und Amrik Singh Gill, Großbritannien;
- 1973, 5. Platz, WM in Teheran, F, Ba, mit Siegen über Sahin Bak, Türkei und Allah Ditta, Pakistan, einem Unentschieden gegen Wladimir Jumin, UdSSR und einer Niederlage gegen Donald Behm, USA;
- 1974, 1. Platz, EG-Meisterschaft in Glasgow, F, Fe, vor Fichera, Italien und Mc Aree, Großbritannien;
- 1974, 4. Platz, WM in Istanbul, F, Fe, mit Siegen über Mourad Boudjame, Algerien, Stephen Peniroglu, Australien und Batal-Muchamed Gadschijew, UdSSR und Niederlagen gegen Dontscho Schekow, Bulgarien und Vehbi Akdağ, Türkei;
- 1975, 1. Platz, Turnier in Clermont-Ferrand, F, Fe, vor Lartsew, UdSSR und Theodule Toulotte, Frankreich;
- 1975, 3. Platz, Großer Preis der BRD in Freiburg im Breisgau, F, Fe, hinter Mohammad Navai und Mohsen Farahvashi, bde. Iran und vor Osman Yilmaz, Türkei und Martin Knosp, BRD;
- 1976, 3. Platz, „Werner-Seelenbibder“-Turnier in Dresden, F, Fe, hinter Zbigniew Zedzicki und Helmut Strumpf, DDR;
- 1976, 5. Platz, EM in Leningrad, F, Fe, mit Siegen über Zygmont Kudelski, Polen und Ilpo Seppälä, Finnland und Niederlagen gegen Petre Coman, Rumänien und Lutz Eichelmann, DDR;
- 1976, 8. Platz, OS in Montreal, F, Fe, mit Siegen über Mihály Fodor, Ungarn und Kenneth Dawes, Großbritannien und Niederlagen gegen Gene Davis, USA und Yang Jung-mo, Nordkorea;
- 1977, 2. Platz, Turnier in Clermont-Ferrand, F, Fe, hinter Nedialkow, Bulgarien und vor Georges Ballery, Frankreich;
- 1977, 2. Platz, Großer Preis der BRD in Freiburg, F, Fe, hinter Helmut Strumpf und vor Tadeusz Lucygo, Polen;
- 1977, 7. Platz, EM in Bursa, F, Fe, mit Siegen über Viliam Hönsch, CSSR und Nussetin Kurt, Türkei und Niederlagen gegen Miho Dukow, Bulgarien und Wladimir Jumin;
- 1977, 5. Platz, WM in Lausanne, F, Fe, mit Siegen über Miguel González, Spanien und Franco Piroddu, Italien und Niederlagen gegen Moshen Faravashi und Miho Dukow;
- 1978, 5. Platz, EM in Sofia, F, Fe, mit Siegen über Helmut Strumpf und Vehbi Akdağ und Niederlagen gegen Seydullah Absaidow, UdSSR und Zoltán Szalontai, Ungarn;
- 1978, 7. Platz, WM in Mexiko-Stadt, F, Fe, mit Siegen über Norio Yamazaki, Japan und Eduard Mordehew, Israel und Niederlagen gegen Wladimir Jumin und Yang Jung-mo;
- 1979, 2. Platz, EM in Bukarest, F, Fe, mit Siegen über Georgios Hatzioannidis, Griechenland, Zoltán Szalontai, Seydullah Absaidow, Anghel Gigel, Rumänien und Jan Szimansky. Giray besiegte den späteren Olympiasieger Absaidow überlegen. Damit war der eigentliche Endkampf bereits in der Vorrunde entschieden. Im zweiten Finalkampf gegen den Bulgaren Dukov konnte Giray wegen einer Kopfverletzung gegen den Bulgaren Dukov nicht antreten, womit Dukov Europameister wurde. Giray gewann die Silbermedaille ohne Niederlage.
- 1979, 6. Platz, WM in San Diego, F, Fe, mit Siegen über John Park, Kanada und Kazimierz Lipień, Polen und Niederlagen gegen Zoltán Szalontai und Andre Metzger, USA

## Deutsche Meisterschaften
- 1971, 2. Platz, F, Ba, hinter Emil Müller (Ringer), Mainz und vor Paul Neff, VfK Schifferstadt,
- 1972, 1. Platz, F, Ba, vor Paul Neff und Emil Müller,
- 1973, 1. Platz, F, Ba, vor Imre Czinege, Frankfurt am Main und Hans Buschkowski, Freiburg im Breisgau,
- 1974, 1. Platz, F, Fe, vor Rainer Brockhoff, KSV Witten und Werner Hettich, AV Freiburg-St. Georgen,
- 1975, 1. Platz, F, Fe, vor Martin Knosp, ASV Urloffen und Detlef Schmengler, Witten,
- 1976, 1. Platz, F, Fe, vor Klaus Hübner, SV Triberg und Michael Kuhn, Mömbris-Königshofen,
- 1977, 1. Platz, F, Fe, vor Michael Kuhn und Willi Wohlschläger, Hallbergmoos,
- 1978, 1. Platz, F, Fe, vor Michael Kuhn und Rolf Lang, Baienfurt,
- 1979, 1. Platz, F, Fe, vor Michael Kuhn und Rolf Lang,
- 1980, 1. Platz, F, Fe, vor Günter Laier, ASV Reilingen und Rolf Lang, Baienfurt

Seinen 10. deutschen Meistertitel gewann Eduard Giray mit der Mannschaft des ASV Schorndorf, die 1975 deutscher Mannschaftsmeister wurde.